# Ажанвије
Ажанвије (фр. Agenvillers) насеље је и општина у североисточној Француској у региону Пикардија, у департману Сома која припада префектури Абевил.
По подацима из 2011. године у општини је живело 194 становника, а густина насељености је износила 32,44 становника/km². Општина се простире на површини од 5,98 km². Налази се на средњој надморској висини од 84 метара (максималној 85 m, а минималној 58 m).

## Демографија
| 1962. | 1968. | 1975. | 1982. | 1990. | 1999. | 2011. |
| ----- | ----- | ----- | ----- | ----- | ----- | ----- |
| 239   | 224   | 206   | 205   | 198   | 181   | 194   |

График промене броја становника у току последњих година